# 回弯隙蛛
回弯隙蛛（学名：Coelotes palinitropus）为暗蛛科隙蛛属的动物。在中国大陆，分布于海南等地。该物种的模式产地在海南尖峰岭。